# Гераскевич, Владислав Михайлович
Владислав Михайлович Гераскевич (укр. Владислав Михайлович Гераскевич, род. 12 января 1999, Киев) — украинский скелетонист, выступающий за национальную сборную Украины по скелетону начиная с 2016 года. Участник зимних Олимпийских игр 2018 и 2022 годов.

## Биография
Владислав Гераскевич родился 12 января 1999 года в Киеве. В юности занимался боксом, боевым самбо и силовым спортом, но в конечном счёте перешёл в скелетон. Проходил подготовку под руководством своего отца Михаила Гераскевича, который раньше занимался бобслеем.
В 2014 году впервые выступил на соревнованиях в этом виде спорта, тренировался преимущественно на латвийской трассе в Сигулде у известного латвийского тренера по скелетону Дайниса Дукурса.
Одновременно со спортивной карьерой является студентом физического факультета Киевского национального университета имени Тараса Шевченко.
Дебютировал на международной арене в сезоне 2016 года, когда вошёл в состав украинской национальной сборной и выступил на чемпионате мира среди юниоров в Винтерберге, где занял итоговое 17 место. Позже побывал на юношеских Олимпийских играх в Лиллехаммере, где показал на финише восьмой результат.
В 2017 году закрыл десятку сильнейших на юниорском мировом первенстве в Сигулде и побывал на взрослом чемпионате мира в Кёнигсзе, где занял 24 место. Таким образом, он стал первым украинским скелетонистом, выступившим на чемпионате мира. Кроме того, в этом сезоне дебютировал в зачёте Кубка мира — стартовал на семи этапах из восьми, расположившись в общем зачёте на 24 строке.
Благодаря череде удачных выступлений Гераскевич удостоился права защищать честь страны на зимних Олимпийских играх 2018 года в Пхёнчхане — стал первым спортсменом в истории украинского скелетона, кому удалось отобраться на Олимпиаду. Выступая в программе мужского скелетона, благополучно финишировал во всех четырёх заездах и занял итоговое 12 место.
На Олимпийских играх 2022 года занял 18-е место.
На чемпионате мира 2023 года занял 13-е место. На чемпионате мира 2024 года стал 10-м.
В общем зачёте Кубка мира 2024/25 занял седьмое место. На 4 из 8 этапов сезона Гераскевич попадал в десятку лучших, один раз заняв 4-е место. На чемпионате мира 2025 года в Лейк-Плэсиде был близок к медали — Гераскевич занял 4-е место, проиграв всего 0,11 сек серебряному призёру и 0,08 сек — бронзовому. 